# Josef Krejci
Josef Krejci (ur. 2 marca 1911, zm. ?) – austriacki piłkarz ręczny, medalista olimpijski.
Uczestnik letnich igrzysk olimpijskich. Na igrzyskach w Berlinie (1936) zagrał w dwóch spotkaniach. Były to dwa wygrane pojedynki przeciwko reprezentacji Szwajcarii (14-3 i 11-6). Krejci zdobył cztery bramki w pierwszym meczu. Ostatecznie reprezentacja Austrii zdobyła srebrny medal, przegrywając z ekipą gospodarzy. 